# Polifete
Polifete (in greco Πολυφήτης),  personaggio dell'Iliade (XIII, v. 791), fu un guerriero troiano. 
Polifete partecipò all'azione bellica descritta nel libro VI dell'Iliade relativo alla battaglia delle navi.    
()